# Trichocolletes burnsi
Trichocolletes burnsi är en biart som beskrevs av Michener 1965. Trichocolletes burnsi ingår i släktet Trichocolletes och familjen korttungebin. Inga underarter finns listade i Catalogue of Life.

## Bildgalleri

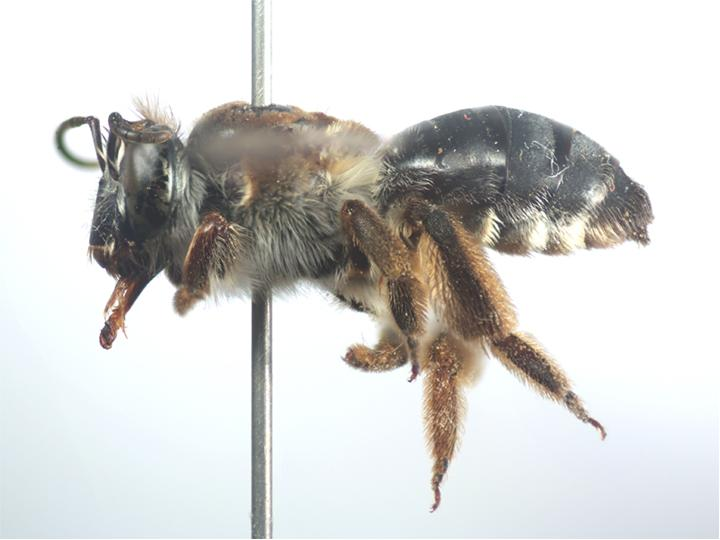
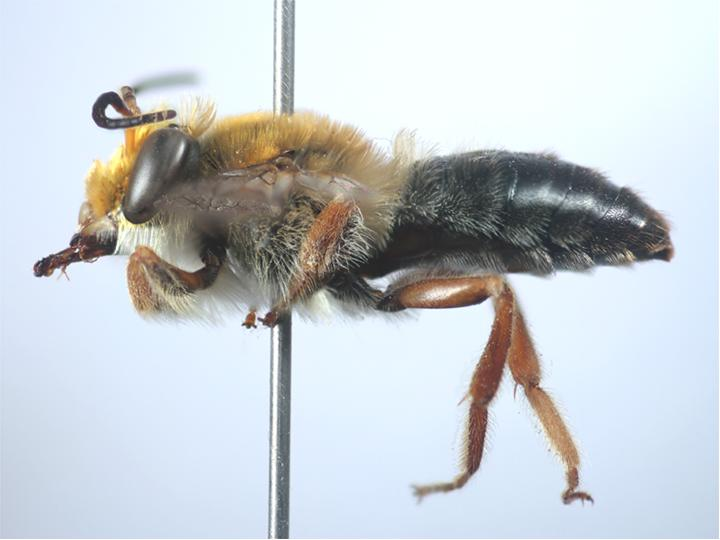